# Возможные штаты Индии

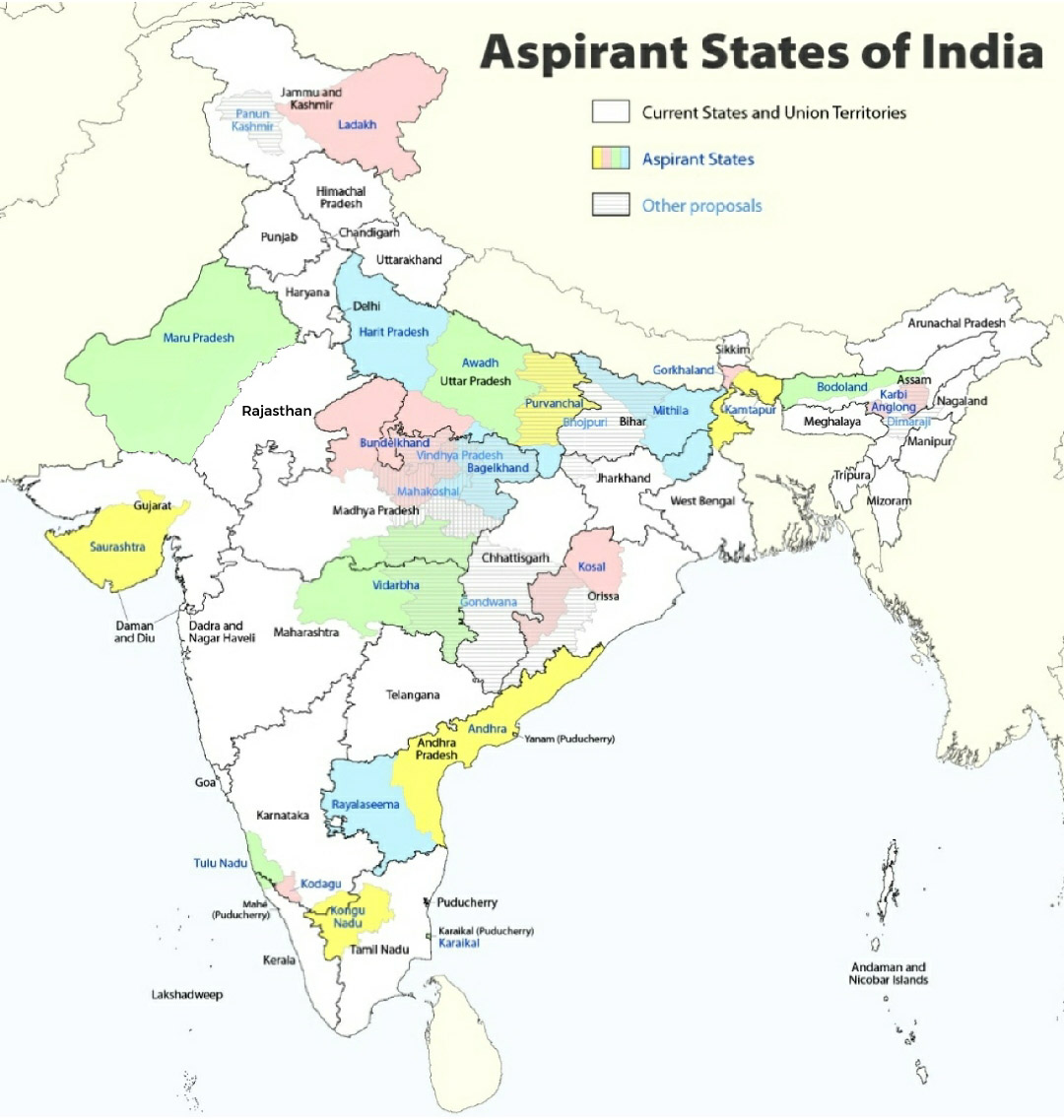
Гипотетические штаты и союзные территории Индии.

Административное деление Индии в 1951 году. Сикким оставался независимым вплоть до 1975 года.

Возможные штаты Индии — территории Индии, которые предлагалось сделать полноценными индийскими штатами.

## История
Административное деление Индии успело сильно измениться с момента обретения страной независимости в 1947 году. До обретения независимости Индия была разделена на управляемые напрямую провинции и номинально автономные княжества, которые управлялись британской колониальной администрацией. После раздела Индии некоторые из этих провинций и княжеств стали частью Пакистана, в то время как остальные штаты и провинции образовали Индию. Старая система управления сохранялась до 1956 года, когда Акт о реорганизации штатов отменил провинции и княжества в пользу новых штатов, основанных на языке и этнической принадлежности.
С 1956 года из существующих штатов было создано несколько новых штатов и союзных территорий:
- 1 мая 1960 года Закон о реорганизации Бомбея разделил штат Бомбей на современные штаты Гуджарат и Махараштра, руководствуясь языковой причиной.
- Штат Нагаленд был создан 1 декабря 1963 года.
- Закон о реорганизации Пенджаба 1966 года образовал новый штат Харьяна из южных хиндиязычных районов штата Пенджаб,  передал северные районы Пенджаба в Химачал-Прадеш и обозначил союзную территорию вокруг Чандигарха, общей столицы Пенджаба и Харьяны.
- Государственность была дарована Химачал-Прадешу 25 января 1971 года, а Манипуру, Мегхалае и Трипуре 21 января 1972 года. Королевство Сикким присоединилось к Индии в качестве штата 26 апреля 1975 года.
- 20 февраля 1987 года стали штатами Аруначал-Прадеш и Мизорам, 30 мая к ним присоединилась Гоа. Даман и Диу стали отдельной союзной территорией.
- В ноябре 2000 года были созданы три новых штата: 1 ноября Чхаттисгарх из восточной части штата Мадхья-Прадеш;. 9 ноября Уттаранчал, позже  переименованый в Уттаракханд, создан из горных районов штата Уттар-Прадеш; 15 ноября Джаркханд, выделенный из южных районов штата Бихар.
- 2 июня 2014 года Телангана была отделена от штата Андхра-Прадеш и стала 29-м штатом Индии. Этому предшествовала долгая борьба за самоопределение.
- 31 октября 2019 года штат Джамму и Кашмир был разделен на две новые союзные территории: Джамму и Кашмир (союзная территория) и Ладакх.
- 26 января 2020 года союзная территория Даман и Диу и союзная территория Дадра и Нагар-Хавели были объединены в одну союзную территорию: Дадра и Нагар-Хавели и Даман и Диу.

В Индии в ближайшем будущем может быть 50 штатов, если будут удовлетворены все требования о государственности.

## Андхра-Прадеш

### Раяласима
Раяласима — историческая и географическая область в индийском штате Андхра-Прадеш. Она включает в себя четыре округа штата: Карнул, ЕСР (ранее известного как Кадапа), Анантапур и Читтур. Среди некоторых местных жителей существуют требования создания отдельного штата Раяласима. Причинами служат недостаточное развитие области, лишение города Карнула статуса столицы штата Андхра-Прадеш и невыполнение пакта Срибаг.

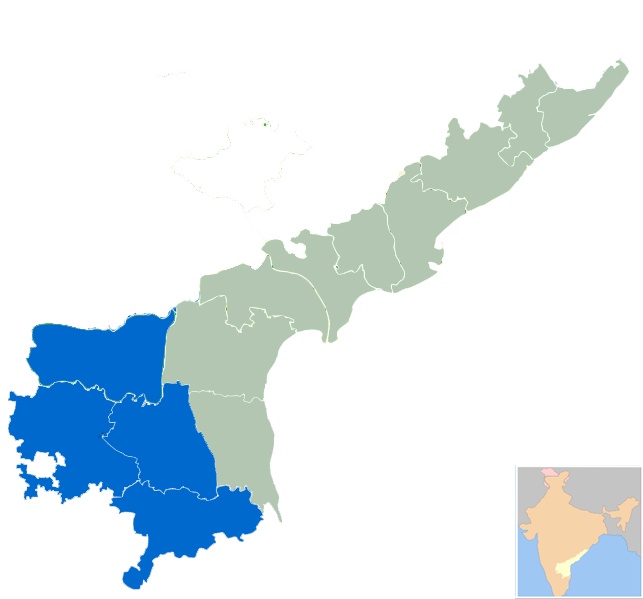
Раяласима (выделена синим) в составе штата Андхра-Прадеш

## Бихар

### Бходжпур
Были предложения по созданию штата Бходжпур, включающего бходжпуриязычные районы западного Бихара и восточного Уттар-Прадеша.

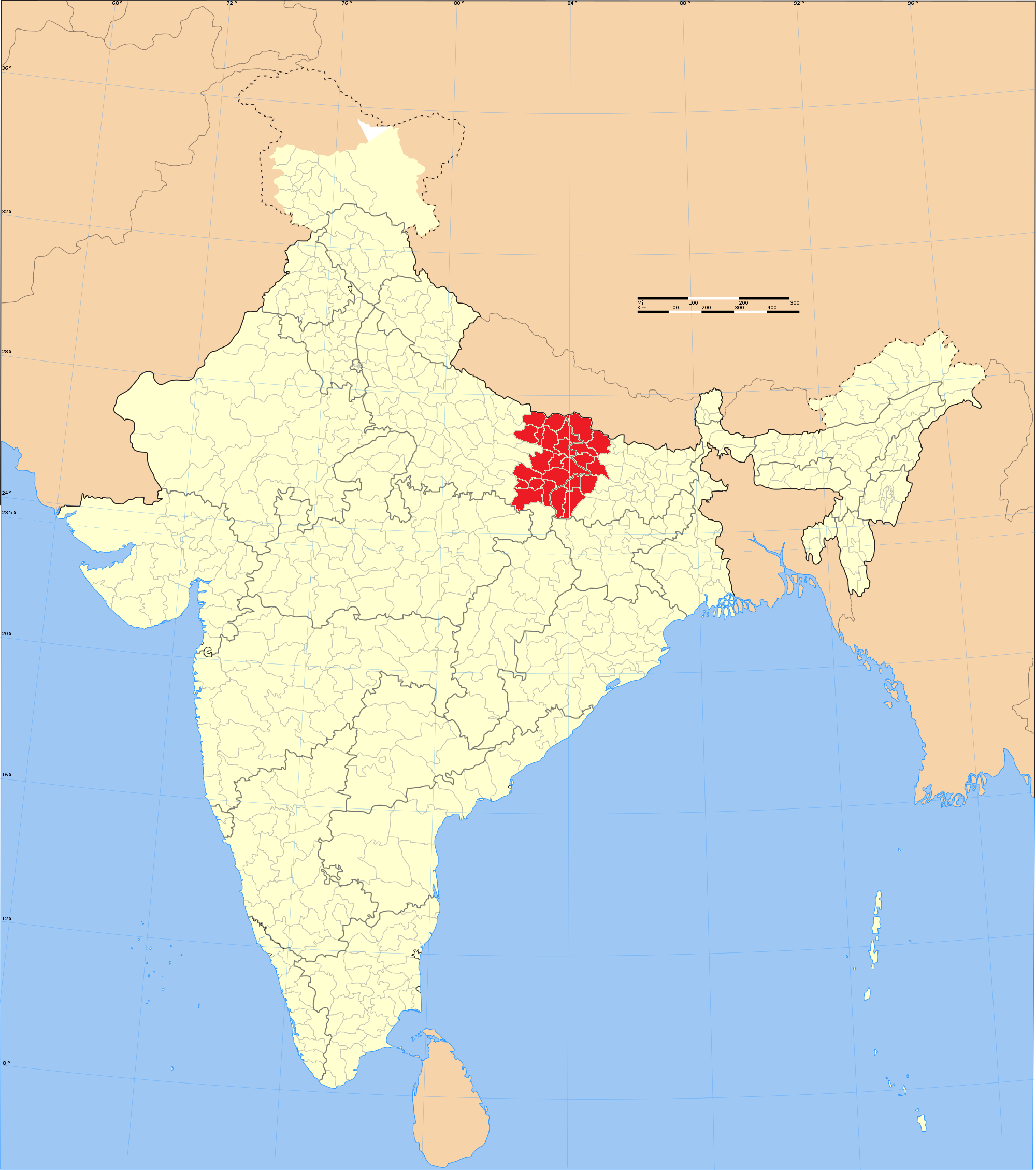
Регион, где местное население говорит на бходжпури

### Митхила
Митхила — это предлагаемый штат, который будет охватывать майтхилиязычные регионы Бихара и Джаркханда. В Бихаре насчитывается 20 округов, говорящих на майтхили: Арария, Бегусарай, Бхагалпур, Банка, Дарбханга, Катихар, Кхагария, Кишангандж, Мадхепур, Мадхубани, Музаффарпур, Пурния, Сахарса, Самастипур, Шеохар, Ситамархи, Супаул, Вайшали, Мунгер и Джамуи. Есть также требования о включении в состав будущего штата ещё шести районов Джаркханда: Деогхар, Думка, Годда, Джамтара, Пакур и Сахибгандж. Согласия по поводу столицы штата нет, хотя Дарбханга, Музаффарпур и Пурния выдвигались в качестве городов-кандидатов.

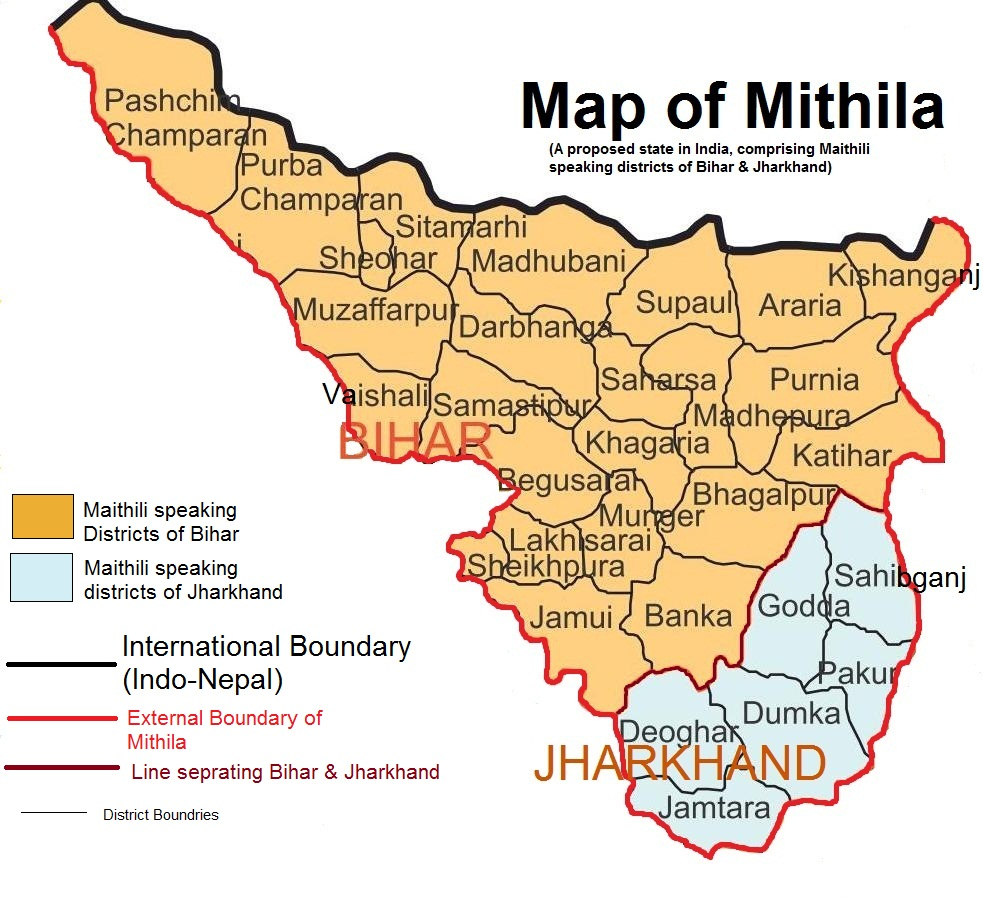
Карта штата Митхила с указанием округов.

## Дели
Администрация Дели больше похожа на администрацию штата, чем союзной территории. Национальная столичная территория обладает собственным законодательным собранием, высоким судом и советом министров во главе с премьер-министром. Столица Индии Нью-Дели совместно управляется правительством Индии и местным делийским правительством. В 2003 году в индийский парламент был внесён законопроект о предоставлении Дели статуса индийского штата, однако закон не был принят. До сегодняшнего дня образование штата Индрапраста из территорий штата Дели и частей окружающих штатов остаётся невозможным.
Интересно подчеркнуть, что столица США Вашингтон тоже желает получить статус штата США.

## Гуджарат

### Кач
Штат Кач, охватывающий округ Кач штата Гуджарат, Большой Качский Ранн и Малый Качский Ранн, является одним из возможных индийских штатов. Во время присоединения княжества Кач к Индии в 1947 году, оно было сделано при условии, что Кач получит статус отдельного штата. Этот статус сохранялся за ним до 1960 года, когда из Махараштры был выделен отдельный штат Гуджарат, а Кач был объединен с ним. Основная причина просьб о создании отдельного штата — культурная и географическая удаленность от Гандхинагара, медленное развитие этого региона.  В 1960 году Качу был обещан автономный совет по развитию в соответствии со статьёй 371(2) Конституции Индии, который так и не был создан из-за отсутствия политической воли. Вода из реки Нармада не поступает на фермы этого региона.

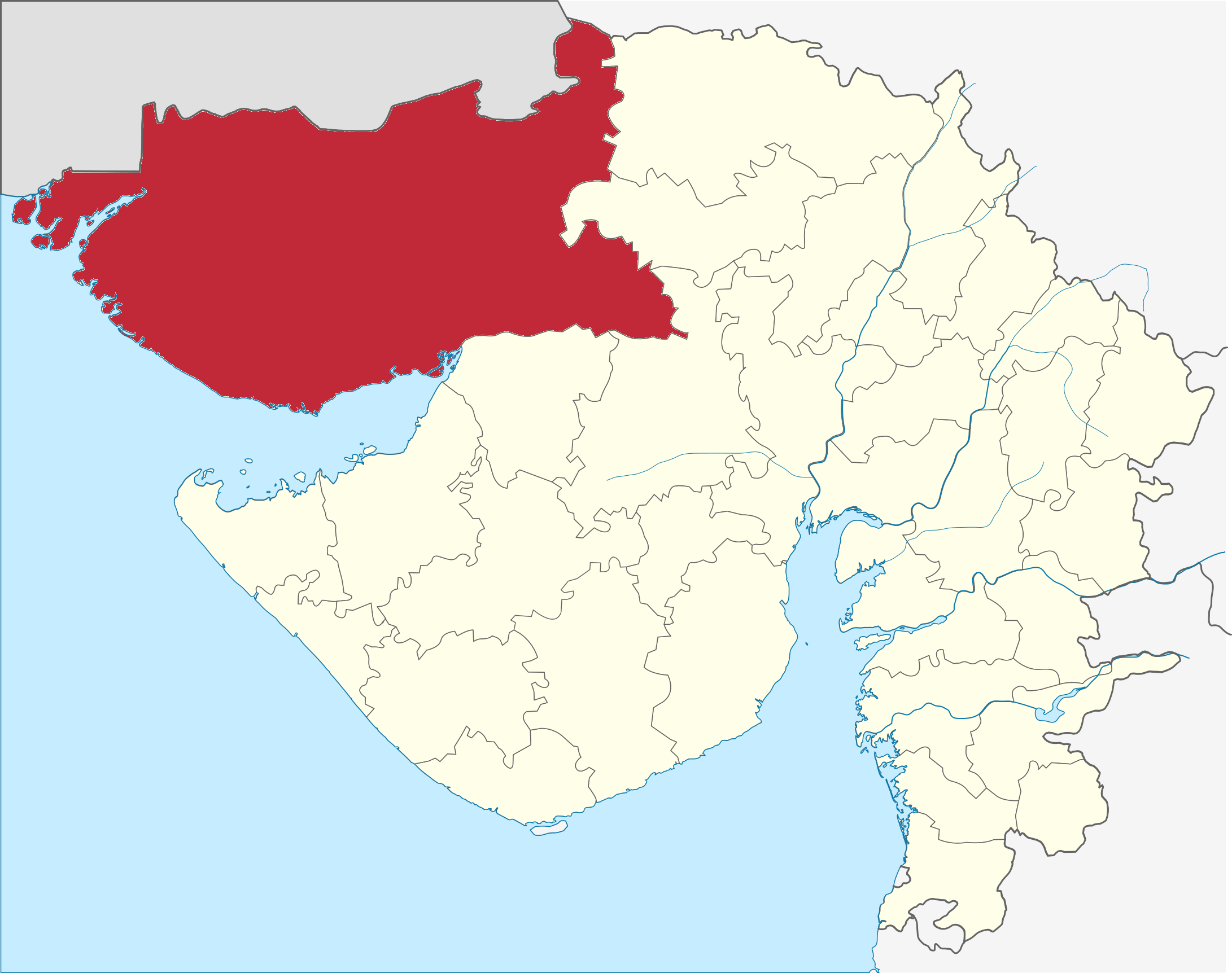
Округ Кач штата Гуджарат

## Джамму и Кашмир

### Отдельные друг от друга штаты Джамму и Кашмир
Лидеры кашмирского народа, призывают к разделению Джамму и Кашмира на отдельные штаты в качестве возможного решения кашмирского конфликта Предлагаемый штат Кашмир включает в себя округа: Анантнаг, Бадгам, Бандипора, Барамула, Гандербал, Кулгам, Купвара, Пулвама, Шопиан и Шринагар; а предлагаемый штат Джамму включает в себя округа: Дода, Джамму, Катхуа, Киштвар, Пунч, Раджоури, Рамбан, Риаси,  Самба и Удхампур.
Джамму этнически сильно отличается от Кашмирской долины. В основном его населяют догры, гуджар и сикхи, которые говорят на языках догри, гуджари, панджаби соответственно.
В 2020 году была образована партия Иккджутт Джамму, которая выступает за выделение региона Джамму в отдельный штат.

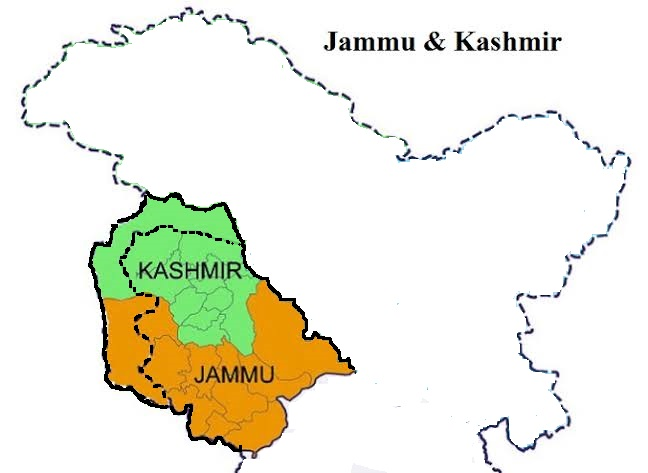
Отдельные Джамму и Кашмир

### Панун Кашмир
Панун Кашмир — это предлагаемая союзная территория в Кашмирской долине. За создание этой территории выступает организация «Сеть кашмирских пандитов» как родины для кашмирских пандитов, которые бежали из долины Кашмира в результате продолжающегося насилия и рассчитывают вернуться назад.

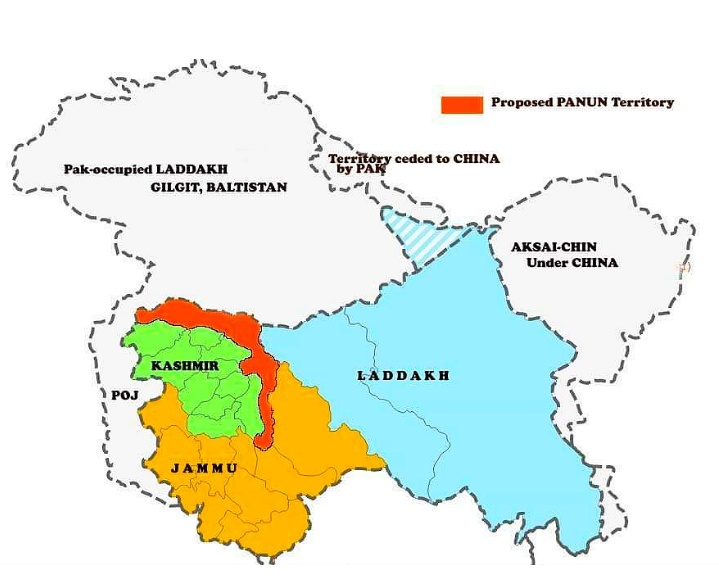
Предлагаемый штат Панун Кашмир выделен красным

## Карнатака

### Тулунад
Тулунад - пограничный регион между южноиндийскими штатами Карнатака и Керала. Требование об отдельном штате основано на отличной культуре и языке местного населения и пренебрежении регионом правительствами двух штатов. Чтобы противостоять этим требованиям и обвинениям, правительства штатов Карнатака и Керала создали Академию Тулу Сахитья для сохранения и продвижения культуры народа тулу. Предлагаемый штат включает в себя три существующих округа: Южная Каннада и Удипи из Карнатаки и Касарагод из Кералы.

### Кодагу
Основное население округа Кодагу составляют кодавы. Организация «Национальный совет Кодавы» требует автономию для региона.
Ранее округ Кодагу был штатом Кург.

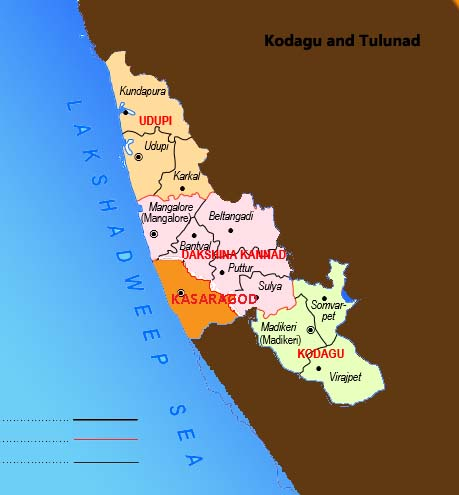
Тулунад и Кодава

## Махараштра

### Видарбха
Видарбха — регион, который включает в себя следующие округа восточной Махараштры: Нагпур, Вардха, Чандрапур, Гондия, Гадчироли, Акола, Амравати, Булдхана, Вашим, Яватмал.
Акт о реорганизации штатов 1956 года поместил Видарбху в штат Бомбей. Вскоре после этого Комиссия по реорганизации штатов рекомендовала создать штат Видарбха со столицей в Нагпуре, но вместо этого он был включен в состав штата Махараштра, который был образован 1 мая 1960 года. Поддержку отдельному штату Видарбха выражали Локнаяк Бапуджи Аней и Браджлал Бьяни. Требование о создании отдельного штата основано на обвинениях в пренебрежении со стороны правительства штата Махараштра. Джамбувантрао Дхоте возглавил народную борьбу за суверенитет Видарбхи в 1970-х годах. Два политика, Н.К.П.Сальве и Васант Сате, в последнее время предпринимали попытки создать штат Видарбха.
БДП провозгласила поддержку требованию о создании отдельного штата Видарбха и получила 44 из 62 мест в регионе Видарбха на выборах в Законодательное собрание Махараштры в 2014 году, получив большинство в Законодательном собрании Махараштры. Однако ИНП не стала провозглашать отдельный штат после победы на выборах. На следующих выборах в законодательное собрание 2019 года ИНП потерпела сокрушительное поражение и получила всего 29 мест.

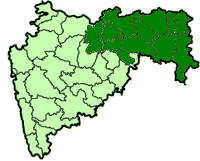
Видарбха на карте Махараштры
Видарбха на карте Индии

## Раджастхан

### Мару-Прадеш
Мару-Прадеш (хинди मरू प्रदेश) — регион в индийском штате Раджастхан, находящийся в пустыне Тар за хребтом Аравали. Предполагается, что штат будет включать в себя следующие раджастханские округа: Бармер, Джайсалмер, Биканер,Чуру, Ганганагар, Ханумангарх, Джхунджхуну, Джодхпур, Нагаур,  Пали, Джалор, Сирохи и Сикар.

## Тамилнад

### Конгунад
В 2021 году некоторыми местными членами Индийской народной партии выдвигалось требование выделения штата Конгунад из штата Тамилнад. Федерация дравидского прогресса выступила против этой идеи.

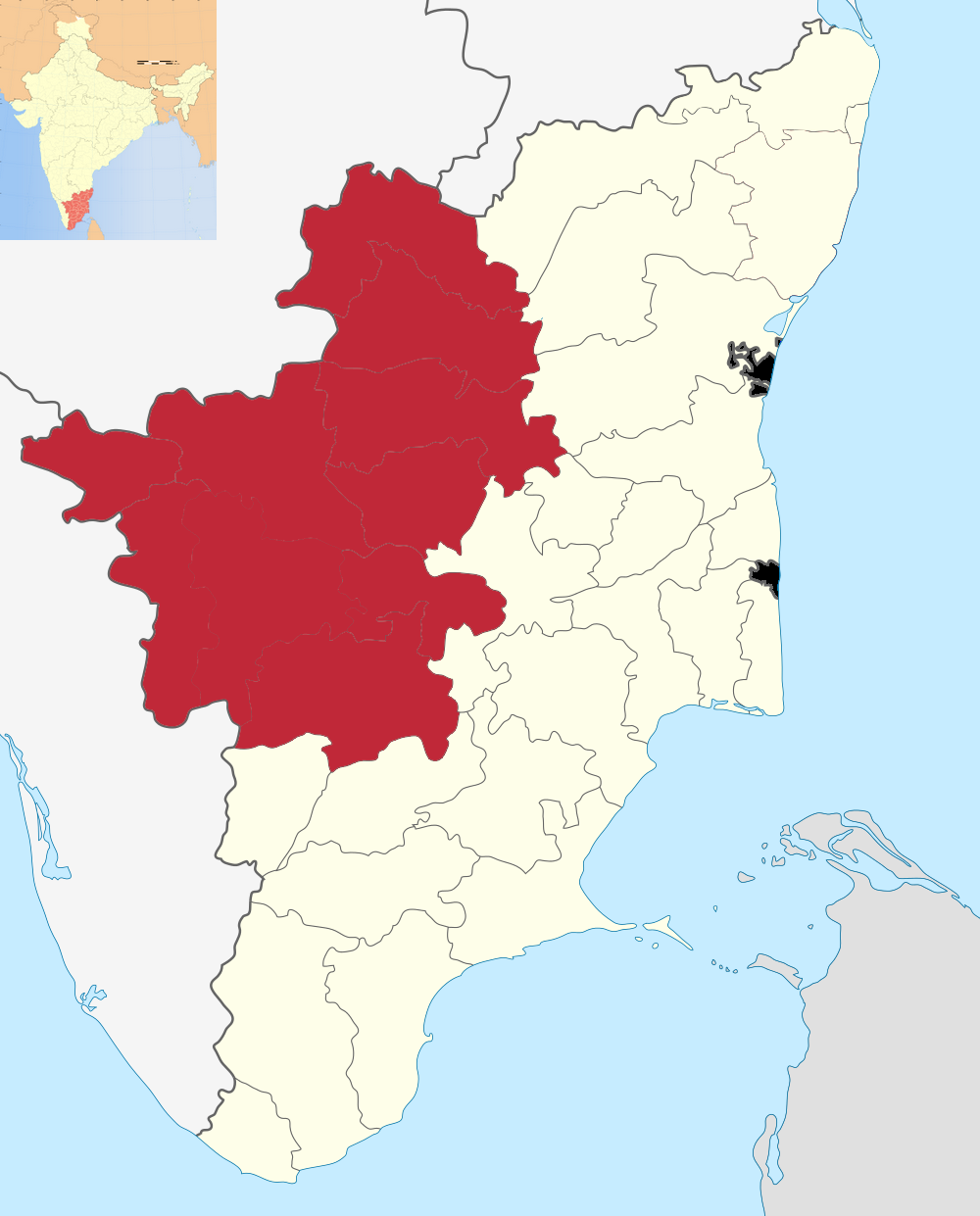
Регион Конгунад внутри штата Тамилнад